# Falanges proximales
Las falanges proximales son los huesos localizados en la base de los dedos de las manos y de los pies. Comienzan en las articulaciones más prominentes llamadas nudillos cuya cabeza son los metacarpos (en la mano) y metatarsos (en el pie). La base de estas falanges se articulan con las falanges medias, con excepción del pulgar y el dedo gordo del pie, que, al carecer de estas, se articulan con las distales. Se caracterizan por tener una superficie dorsal convexa y otra palmar plana.